# Gustaf von Paykull
Gustaf von Paykull (ur. 21 sierpnia 1757 w Sztokholmie, zm. 28 stycznia 1826) – szwedzki przyrodnik, ornitolog i entomolog, poeta. Autor opracowania szwedzkiej fauny (Fauna Suecica, 1798–1800). Swoje zbiory przekazał Królewskiej Szwedzkiej Akademii Nauk, obecnie znajdują się w Muzeum Historii Naturalnej w Sztokholmie.